# Одай Ас-Саїфі
Одай Юсуф Ісмаїл Ас-Саїфі (араб. عدي يوسف إسماعيل الصيفي‎; нар. 26 травня 1986, Ель-Кувейт, Кувейт) — йорданський футболіст палестинського походження, півзахисник кувейтського клубу «Аль-Кадісія» та національної збірної Йорданії.

## Клубна кар'єра
Ас-Саїфі розпочав кар'єру в йорданському «Шабаб Аль-Ордон». Разом з «Шабабом» виграв кубок Йорданії та суперкубок країни у 2007 році, а також Кубок АФК в 2008 році. Першу частину сезону 2009 року провів в оренді в клубі «Аль-Дафра» з Об'єднаних Арабських Еміратів. У 2009 році його контракт викупив грецький «Ксанті».
У футболці «Шкоди» (тогочасна назва клубу) дебютував 22 серпня 2009 року в нічийному (1:1) поєдинку проти «ПАС Яніна». Ас-Саїфі не зміг виграти боротьбу за місце в стартовому складі, тому зіграв лише 6 матчів у чемпіонаті (востаннє в складі «Шкоди» виходив на поле 28 березня 2010 року в нічийному (0:0) виїзному поєдинку з «Олімпіакосом» (Пірей)). Влітку 2010 року орендований кіпріотським клубом «Алкі». У футболці нового клубу дебютував 29 серпня 2010 року в програному (2:3) поєдинку проти «Анортосіса» (Фамагуста).
У 2011 році повернувя до Кувейту, де педписав контракт з «Ас-Сальмією», в якій виступав до 2019 року. З 2020 року захищає кольори «Аль-Кадісії». 

## Кар'єра в збірній
У футболці національної збірної Йорданії дебютував 18 червня 2007 року в програному (0:1) поєдинку чемпіонату Західної Азії проти Сирії. У 2008 році виступав у матчах кваліфікації чемпіонату світу 2010 року.
У складі збірної Йорданії зіграв 111 матчів. Учасник кубку Азії 2011 (проти Японії, Саудівської Аравії та Сирії) та 2015 років. 12 листопада 2020 року, після трьох років відсутності, повернувся до виступів за національну збірну.

## Особисте життя та родина
Одай одружений з Нур Аль-Сайфі та має чотирьох дітей; доньку на ім'я Альма та трьох синів на ім'я Заїд, Юсеф та Хашем.

## Статистика виступів

### По матчах
| Дата       | Місто          | Господарі | Результат | Гості | Турнір           | Голи | Примітки |
| ---------- | -------------- | --------- | --------- | ----- | ---------------- | ---- | -------- |
| 16-11-2020 | Шарджа (місто) | Йорданія  | 1 – 0     | Сирія | товариський матч | -    | кап. 78' |
| Усього     |                | Матчів    | 1         |       | Голів            | 0    |          |

### Голи за олімпійську збірну
| # | Дата              | Суперник  | Суперник   | Рахунок | Результат | Змагання           |
| - | ----------------- | --------- | ---------- | ------- | --------- | ------------------ |
| 1 | 24 листопада 2006 | Ель-Вакра | Макао      | 13–0    | Перемога  | Азійські ігри 2006 |
| 2 | 24 листопада 2006 | Ель-Вакра | Макао      | 13–0    | Перемога  | Азійські ігри 2006 |
| 3 | 24 листопада 2006 | Ель-Вакра | Макао      | 13–0    | Перемога  | Азійські ігри 2006 |
| 4 | 24 листопада 2006 | Ель-Вакра | Макао      | 13–0    | Перемога  | Азійські ігри 2006 |
| 5 | 24 листопада 2006 | Ель-Вакра | Макао      | 13–0    | Перемога  | Азійські ігри 2006 |
| 6 | 2 грудня 2006     | Доха      | ОАЕ        | 1–1     | Нічия     | Азійські ігри 2006 |
| 7 | 5 грудня 2006     | Доха      | Узбекистан | 3–1     | Нічия     | Азійські ігри 2006 |

### Головна збірна
Рахунок та результат збірної Йорданії в таблиці подано на першому місці.
| #   | Дата            | Місце                                                  | Суперник          | Рахунок | Результат | Змагання                                       |
| --- | --------------- | ------------------------------------------------------ | ----------------- | ------- | --------- | ---------------------------------------------- |
| 1.  | 20 червня 2007  | Міжнародний стадіон Амману, Амман, Йорданія            | Ліван             | 3–0     | 3–0       | Чемпіонат Федерації футболу Західної Азії 2007 |
| 2.  | 11 грудня 2007  | Султан Кабус, Маскат, Оман                             | Оман              | 3–0     | 3–0       | Товариський матч                               |
| 3.  | 16 березня 2008 | Хамад бін Халіфа, Доха, Катар                          | Катар             | 1–1     | 1–2       | Товариський матч                               |
| 4.  | 13 серпня 2008  | Тахті, Тегеран, Іран                                   | Катар             | 3–0     | 3–0       | Чемпіонат Федерації футболу Західної Азії 2008 |
| 5.  | 3 березня 2010  | Король Абдулла II, Амман, Йорданія                     | Сінгапур          | 1–0     | 2–1       | кваліфікація Кубку Азії 2011                   |
| 6.  | 2 січня 2011    | Халід бін Мохаммед, Шарджа, Об'єднані Арабські Емірати | Узбекистан        | 2–1     | 2–2       | Товариський матч                               |
| 7.  | 17 січня 2011   | Сухаїм бін Хамад, Доха, Катар                          | Сирія             | 2–1     | 2–1       | Кубок Азії 2011                                |
| 8.  | 31 січня 2013   | Міжнародний стадіон Аммана, Амман, Йорданія            | Індонезія         | 1–0     | 5–0       | Товариський матч                               |
| 9.  | 21 грудня 2014  | Аль-Рашид, Дубай, Об'єднані Арабські Емірати           | Узбекистан        | 1–0     | 1–2       | Товариський матч                               |
| 10. | 16 червня 2015  | Аль-Гассан, Ірбід, Йорданія                            | Тринідад і Тобаго | 3–0     | 3–0       | Товариський матч                               |
| 11. | 28 березня 2017 | Король Абдулла II, Амман, Йорданія                     | Камбоджа          | 4–0     | 7–0       | кваліфікація кубку Азії 2019                   |
| 12. | 5 вересня 2017  | Король Абдулла II, Амман, Йорданія                     | Афганістан        | 2–0     | 4–1       | кваліфікація кубку Азії 2019                   |
| 13. | 10 жовтня 2017  | Памір, Душанбе, Таджикистан                            | Афганістан        | 2–1     | 3–3       | кваліфікація кубку Азії 2019                   |

## Досягнення
«Шабаб Аль-Ордон»
- Йорданська Про-Ліга
  -  Чемпіон (1): 2006

- Кубок Йорданії
  -  Володар (2): 2006, 2007

- Кубок ЙФА
  -  Володар (2): 2007, 2008

- Суперкубок Йорданії
  -  Володар (1): 2007

- Кубок АФК
  -  Володар (1): 2007

«Ас-Сальмія»
- Кубок наслідного принца Кувейту
  -  Володар (1): 2016

- Кубок Федерації футболу Кувейту
  -  Володар (1): 2022